# Anna von Mildenburg
Anna von Mildenburg, född 29 november 1872 och död 27 januari 1947, var tysk sångerska och sopran. Hon var från 1909 gift med författaren Hermann Bahr.
von Mildenburg debuterade 1895 i Hamburg, var 1908–1917 anställd vid hovoperan i Wien och verkade från 1919 som sånglärarinna vid akademin för tonkonst i München. Hon deltog även i regiarbetet vid Nationalteatern. von Mildenburg har utgett Bayreuth und das Wagner-Theater (1912, tillsammans med sin man), och Erinnerungen (1921).